# Carmen Villalobos
Carmen Villalobos (Barranquilla, 13 de julho de 1983) é uma atriz colombiana.

## Biografia
Sua carreira começou aos 17 anos, quando se juntou ao grupo de teatro "El Limbo". Foi a diretora desse grupo que incentivou Carmen a assistir o recrutamento de atores que estava sendo feito no canal Caracol TV para o infantil Clube 10. Durante o ensaio, ela impressionou e desde então começou a sua carreira na televisão. Durante oito anos ela participou de várias produções que foram reforçando a sua carreira, incluindo Amor a la Plancha (2003), Dora la Celadora (2004) Amores de Mercado (2006), Nadie es Eterno en el Mundo (2007).
Em 2008, interpretou sua primeira protagonista na novela Sin senos no hay paraíso, pela cadeia Telemundo.
Em 2009, protagonizou a novela juvenil Niños ricos, pobres padres.
Em 2011, protagonizou a novela Mi corazón insiste en Lola Volcán, ao lado de Jencarlos Canela.
Em 2013, retornou à Colômbia para protagonizar a série Bazurto.
Em 2016, participou da novela Sin senos sí hay paraíso.

## Carreira

### Televisão
| Ano           | Produção                          | Personagem                                     |
| ------------- | --------------------------------- | ---------------------------------------------- |
| 2022          | Hasta que la plata nos separe     | Alejandra Maldonado Díaz                       |
| 2021          | Café con aroma de mujer           | Lucía Sanclemente Méndez de Vallejo            |
| 2016–presente | Sin senos sí hay paraíso          | Catalina Santana / Virginia Fernández de Sanin |
| 2013–2015     | El señor de los cielos            | Leonor "Leo" Ballesteros Mireles               |
| 2014          | Bazurto                           | Flora María Díaz                               |
| 2011          | Mi corazón insiste en Lola Volcán | María Dolores "Lola" Volcán                    |
| 2010–2011     | Ojo por ojo                       | Nadia Monsalve Jericó                          |
| 2009–2010     | Niños ricos, pobres padres        | Alejandra Paz Ríos                             |
| 2008–2009     | Sin senos no hay paraíso          | Catalina Santana de Barrera                    |
| 2007          | Nadie es eterno en el mundo       | Karen                                          |
| 2006          | Amores de mercado                 | Beatriz "Betty" Gutiérrez                      |
| 2006          | Decisiones                        | Vários Personagens                             |
| 2005          | La tormenta                       | Trinidad Ayala                                 |
| 2004          | Dora, la celadora                 | Catalina Urdaneta                              |
| 2003          | Amor a la plancha                 | Ernestina "Nina" Pulido                        |